# Wansbeck
Wansbeck fue un distrito no metropolitano del condado de Northumberland (Inglaterra).
Fue constituido el 1 de abril de 1974 bajo la Ley de Gobierno Local de 1972 como una fusión de los distritos urbanos de Ashington, Bedlingtonshire y Newbiggin-by-the-Sea. El distrito fue abolido el 1 de abril de 2009 y su ayuntamiento disuelto tras entrar en vigor una serie de cambios estructurales en el gobierno local de Inglaterra, transfiriendo sus responsabilidades al ayuntamiento del condado.
Wansbeck tenía una superficie de 66,76 km². Según el censo de 2001, había 61 138 personas residiendo en el distrito.
En 1996, la ciudad fue laureada con el Premio de Europa, una distinción otorgada anualmente por el Consejo de Europa, desde 1955, a aquellos municipios que hayan hecho notables esfuerzos para promover el ideal de la unidad europea.